# Adenia viridiflora
Adenia viridiflora är en passionsblomsväxtart som beskrevs av William Grant Craib. Adenia viridiflora ingår i släktet Adenia och familjen passionsblomsväxter. Inga underarter finns listade i Catalogue of Life.